# Міська літературно-мистецька премія імені І. С. Нечуя-Левицького

Міська літературно-мистецька премія імені І. С. Нечуя-Левицького — премія виконкому міської ради міста Біла Церква за найкращі здобутки у галузі літератури, образотворчого мистецтва, виконавської діяльності та народних промислів.

## Історія заснування
Ініціатива заснування премії належить творчій інтелігенції м. Біла Церква (1991).
Класик української літератури Нечуй-Левицький бував в Білій Церкві десятки разів, місяцями жив у родині сестри, спілкувався з видатним єврейським письменником Шолом-Алейхемом, котрий жив тут до еміграції.

## Положення про присудження премії
- Міську літературно-мистецьку премію імені І. С. Нечуя-Левицького присуджує один раз на рік, 25 листопада, до дня народження класика української літератури виконком Білоцерківської міської ради за поданням комісії, що визначає не більше двох лауреатів.
- Лауреатами премії можуть стати творчі працівники в галузі літератури та мистецтва, окремі творчі колективи, що представляють цілісну творчу роботу, чи їхні керівники, які живуть і творять у Білій Церкві, або жителі інших регіонів за творчий доробок, який став значною подією в культурному та мистецькому житті Білої Церкви.
- На здобуття премії висуваються твори, надруковані або оприлюднені в інший спосіб у період з 25 жовтня минулого року по 25 жовтня року присудження премії.

Приймання матеріалів, поданих на розгляд комісії, здійснюється з 1 вересня по 25 жовтня року присудження.
- Кандидатури на здобуття премії висуваються творчими спілками, іншими громадськими організаціями та трудовими колективами чи шляхом самовисунення.
- Претенденти на присудження премії або ті, хто їх висуває, повинні подати в завершеному вигляді (надрукованому, в аудіо- чи відеозаписі або в інший спосіб) конкурсні роботи й подання довільної форми (якщо матеріали друковані, надсилати потрібно одинадцять екземплярів для всіх членів комісії, які потім повертаються, окрім одного).
- Висунуті на здобуття премії роботи обговорюються всіма зацікавленими сторонами. При необхідності вони можуть бути подані комісією на експертизу фахівців, висновки яких носять дорадчі функції.

Комісія протягом одного місяця розглядає подані твори й до 25 листопада оголошує своє рішення.

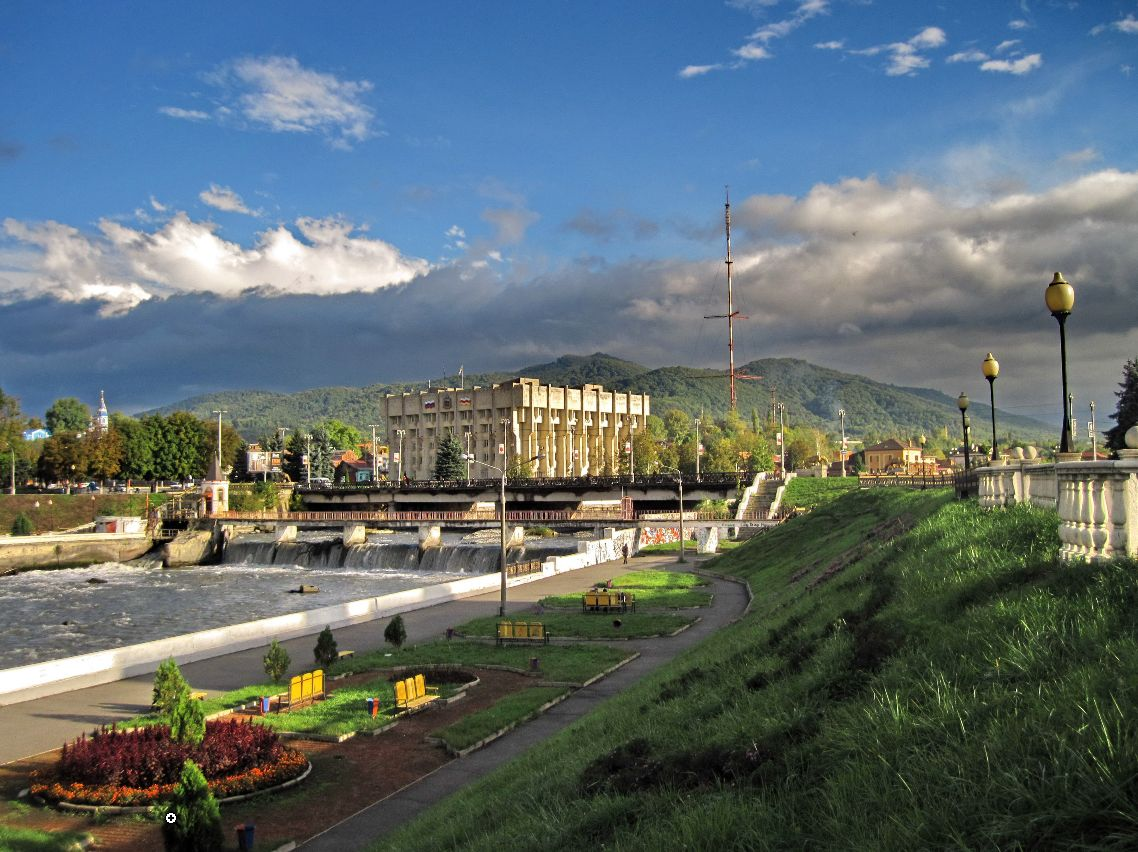
Будинок міської ради м. Біла Церква

- Грошова частина премії встановлюється в розмірі 1000 грн. кожному лауреату.
- Премію можуть присуджувати одній особі чи творчому колективу один раз.

## Лауреати премії
- 1992 — Кульчицький Анатолій Іванович, Гудима Андрій Дмитрович;
- 1993 — Опанасенко Ніна Петрівна, Іванців Володимир Опанасович;
- 1994 — Міняйло Віктор Олександрович, Павленко Тамара Павлівна;
- 1995 — Гай Анатолій Іванович, танцювальний колектив БХТ «Ровесник» (худ. керівник А. Нікітіна, Б. Герман);
- 1996 — народна чоловіча хорова капела заводу «Сільмаш» ім. 1 травня (худ. керівник А. В. Воробєй), музей ім. І.Нечуя-Левицького в ЗОШ № 21;
- 1997 — Кокорін Володимир Геннадійович, Третяк В'ячеслав Юхимович;
- 1998 — Шарова Тетяна Миколаївна, народний вокальний ансамбль ЦБС «Калина» (худ.кер. О. Давиденко);
- 1999 — народний камерний ансамбль сучасної та класичної музики ШМ № 1 (худ. кер. Станіслав Черевко), Самусенко Ольга Дмитрівна;
- 2000 — народний духовий муніципальний оркестр (худ.кер. заслужений працівник культури Ю.Павленко), хоровий колектив «Від серця до серця» (худ. кер. Володимир Клюєв);
- 2001 — народний фольклорний ансамбль «Юр'ївські вечорниці» Білоцерківської школи мистецтв № 5 (худ. кер. С. Томащук), Дідківський Володимир Іванович;
- 2002 — камерне тріо «Контрасти» Білоцерківської музичної школи № 3, у складі Ганни Павлової, Віктора Кошицького, Алли Мартинюк; Кисліцин Анатолій Полікарпович (посмертно);
- 2003 — Чернецький Євген Анатолійович, Козачевський Микола Миколайович;
- 2004 — Дмитренко Олександр Дмитрович — художник, Розвозчик Петро Іларіонович;
- 2005 — Орлова Тетяна Миколаївна, Безвербний Олег Кіндратович;
- 2006 — Музика Григорій Дмитрович, Гай Галина Семенівна;
- 2007 — Шаров Василь Дмитрович (посмертно), Лагіда Іван Якович;
- 2008 — Братченко (Краєвська) Тетяна Іванівна — за літературно-художнє видання двох книжок для дітей «Бабусині оповідки» та збірку казок «Про малят і звірят», Клюєв Володимир Дмитрович — хормейстер — за творчу діяльність та активну участь у культурно-мистецькому житті міста;
- 2009 — Мордатенко Костянтин Леонідович, Народний ансамбль народного танцю «Рось» ПК ПрАТ «Росава» (художні керівники Ігор та Ірина Максимови);
- 2010 — Перерва Володимир Степанович, Осика Микола Іванович;
- 2011 — Стасенко В'ячеслав Олександрович, режисер — за постановку вистави «За двома зайцями» в театрі ім. П. Саксаганського (м. Біла Церква), народна капела бандуристів «Україночка» школи мистецтв № 5;
- 2012 — Невінчана (Пензарєва) Галина Вікторівна  — за іронічний роман «Містечковий бомонд», Біла Тетяна Григорівна — за творчу та методично-публіцистичну діяльність;
- 2013 — Паламарчук Світлана Ігорівна, Дяченко Лідія Олексіївна;
- 2014 — Виговський Олександр Григорович — за книгу "Душа під № «Дубль-А-1п», Красніцька-Луцик Людмила Марянівна — за творчий доробок, виставкову діяльність і естетичне виховання підростаючого покоління Білої Церкви;[3]
- 2016 — Нагорна Ганна Григорівна — завідувачка бібліотекою-філією № 10, Зінченко Оксана Петрівна — балетмейстер-постановник Київського академічного обласного музично-драматичного театру ім. П.Саксаганського;[4]
- 2017 — Стародуб Олексій Володимирович, Євтушенко Віктор Арсенійович;
- 2018 — композитор Яковчук Олександр Миколайович, дослідник у галузі археології Різник Сергій Борисович;[5]
- 2019 — Кириченко Андрій Степанович за книгу «Гільзи у кишені», Коробко Валентина Іванівна за творчий доробок, виставкову діяльність та популяризацію декоративно-вжиткового мистецтва;[6]
- 2020 — Олеся Гай-Курило, Максим Василенко;[7]
- 2021 — Рибак Ірина Вадимівна, Мілейко Ольга Борисівна.[8]